# Павлино
Па́влино — микрорайон города Балашиха (до 2015 года - в составе городского округа Железнодорожный) Московской области. Расположен на левом берегу реки Пехорки. В микрорайоне около 30 многоэтажных домов, две общеобразовательные школы, православная гимназия, поликлиника, рынок и прочие организации, составляющие развитую инфраструктуру. Рядом с микрорайоном Павлино располагается Павлинский лесопарк.

## История
Место, где сегодня возвышается жилой комплекс Павлино, имеет давнюю историю, начинающуюся с возникновения села Троицкое-Кайнарджи.
Первое упоминание о селе, которое называлось Троицкое, относится к 1571 году. Своей известностью село обязано одному из его владельцев, генерал-фельдмаршалу П. А. Румянцеву-Задунайскому. В 1774 г. был заключен Кючук-Кайнарджийский договор. После окончания официальных торжеств в Москве фельдмаршал Румянцев с размахом принимал императрицу Екатерину Великую в своем подмосковном имении Троицком. Здесь спешно был выстроен дворец-павильон, стилизованный под турецкую крепость. Прощаясь с Троицким, Екатерина пожелала «месту сему» в честь недавних побед зваться Кайнарджи.
В 1812 году усадебный дворец был сожжён французами. До настоящего времени сохранилась только двухколокольная Троицкая церковь и мавзолей, в котором похоронен младший сын Румянцева-Задунайского, Сергей Петрович. Здесь же покоятся дочь С. П. Румянцева — княгиня Варвара Сергеевна Голицына и её муж князь П. А. Голицын.
Собственно, название возникшего неподалёку от усадьбы сельца Павлино связывают с женским именем Павла. Так звали дочь Варвары Сергеевны и Павла Алексеевича Голицыных, которые владели усадьбой Троицкое-Кайнарджи.
В XIX веке строения неподалёку от усадьбы сдавались под дачи. Здесь любили отдыхать московские профессора. В 1851 году к одному из них приезжал Н. В. Гоголь и читал на даче отрывки из второго тома «Мёртвых Душ».
В 1890 году в селе Павлино проживало 77 душ.
Современный микрорайон был образован к северу от села Павлино в 1974 году. В те времена на этих местах существовало лишь несколько домиков и один продуктовый магазин. Село Павлино сохранилось поныне южнее микрорайона.

## Достопримечательности
- Троицкая церковь (усадьба Троицкое-Кайнарджи).

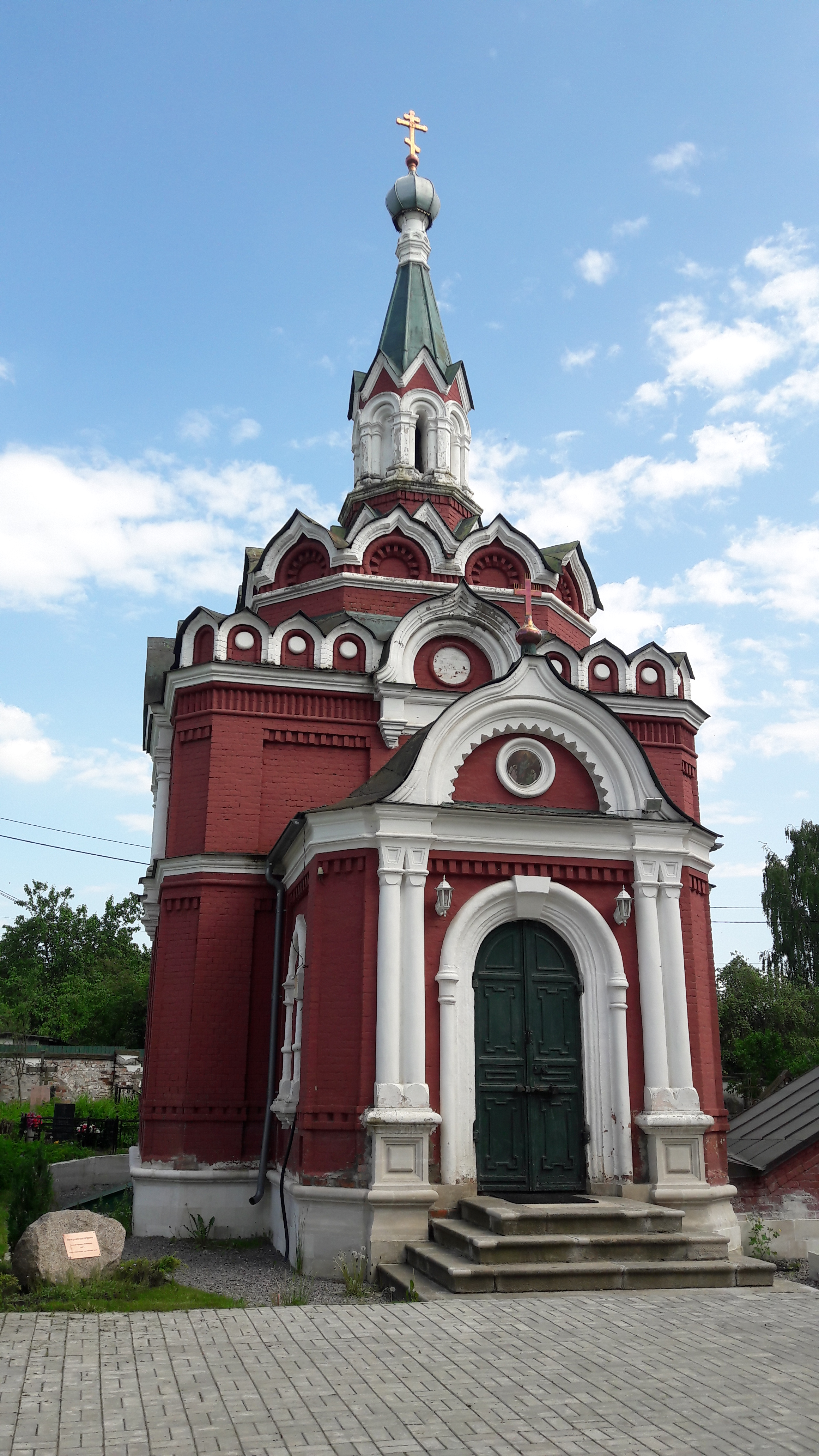
Церковь Воскресения Христова

- Воскресенская церковь.
- Мавзолей С. П. Румянцева.